# بني حسان (بني حسن)
بني حسان هي إحدى مشيخات المملكة المغربية، تتبع جغرافيا لإقليم أزيلال وإداريًا لبني حسن. يقدر عدد سكانها بـ 20476 نسمة حسب الإحصاء الرسمي للسكان والسكنى لسنة 2004.